# Saison 2025 de l'équipe cycliste féminine Movistar
La saison 2024 de l'équipe féminine Movistar est la huitième de la formation. 

## Préparation de la saison

### Partenaires et matériel de l'équipe
L'équipe court sur des cycles Canyon.

### Arrivées et départs
La Danoise Emma Norsgaard Bjerg est le seul départ à enregistrer de l'intersaison, elle rejoint la formation Lidl-Trek.
Du côté des arrivées, la championne du monde junior Cat Ferguson, stagiaire depuis le mois d'août, déjà victorieuse de Binche-Chimay-Binche et d'une étape du tour de la Semois avec le maillot Movistar, passe professionnelle avec un contrat assuré jusqu'en 2027,.
L'expérimentée Marlen Reusser rejoint aussi la formation espagnole, tout comme la championne du Brésil Ana Vitória Magalhães et Carys Lloyd, triple championne du monde junior sur la piste.
Enfin, avant le début de saison, la championne d'Europe junior Paula Ostiz est assurée d'avoir un contrat de stagiaire pour la 2e partie de saison
| Arrivées               | Équipe 2024       |
| ---------------------- | ----------------- |
| Cat Ferguson           | néo pro           |
| Carys Lloyd            | néo pro           |
| Ana Vitória Magalhães] | Bepink-Bongioanni |
| Marlen Reusser         | SD Worx-Protime   |

| Départs              | Équipe 2024 |
| -------------------- | ----------- |
| Emma Norsgaard Bjerg | Lidl-Trek   |

### Effectifs
| Effectif 2025                           | Effectif 2025     | Effectif 2025 | Effectif 2025                             |
| Cycliste                                | Date de naissance | Pays          | Équipe précédente                         |
| --------------------------------------- | ----------------- | ------------- | ----------------------------------------- |
| Olivia Baril                            | 10 octobre 1997   | Canada        | UAE Team ADQ (2023)                       |
| Aude Biannic                            | 27 mars 1991      | France        | FDJ-Nouvelle Aquitaine-Futuroscope (2017) |
| Jelena Erić                             | 15 janvier 1996   | Serbie        | Alé Cipollini (2019)                      |
| Cat Ferguson                            | 27 avril 2006     | Royaume-Uni   | Shibden Apex RT (2024)                    |
| Sheyla Gutiérrez                        | 1 janvier 1994    | Espagne       | Cylance (2018)                            |
| Liane Lippert                           | 13 janvier 1998   | Allemagne     | Team DSM (2022)                           |
| Carys Lloyd                             | 31 décembre 2006  | Royaume-Uni   | Tofauti Everyone Active (2024)            |
| Floortje Mackaij                        | 18 octobre 1995   | Pays-Bas      | Team DSM (2022)                           |
| Ana Vitória Magalhães                   | 24 octobre 2000   | Brésil        | Bepink-Bongioanni (2024)                  |
| Sara Martín                             | 22 mars 1999      | Espagne       | Sopela Women's Team (2020)                |
| Mareille Meijering                      | 11 mars 1995      | Pays-Bas      | Zaaf Cycling Team (2023)                  |
| Paula Patiño                            | 29 mars 1997      | Colombie      | Centre mondial du cyclisme (2018)         |
| Marlen Reusser                          | 20 septembre 1991 | Suisse        | SD Worx-Protime (2024)                    |
| Laura Ruiz Pérez                        | 18 juin 2004      | Espagne       | Eneicat-CMTeam-Seguros Deportivos (2023)  |
| Lucia Ruiz Pérez                        | 18 juin 2004      | Espagne       | Eneicat-CMTeam-Seguros Deportivos (2023)  |
| Arlenis Sierra                          | 7 décembre 1992   | Cuba          | A.R. Monex Women's (2021)                 |
| Claire Steels                           | 9 novembre 1986   | Royaume-Uni   | Israel-Premier Tech Roland (2023)         |
| Paula Ostiz (1 août–31 déc., stagiaire) | 12 janvier 2007   | Espagne       | Baqué Cycling Team (2025)                 |
|                                         |                   |               |                                           |
| Source : ProCyclingStats                |                   |               |                                           |

## Victoires

### Sur route
| Victoires | Victoires                                 | Victoires   | Victoires | Victoires      | Victoires |
| Date      | Course                                    | Pays        | Classe    | Vainqueur      |           |
| --------- | ----------------------------------------- | ----------- | --------- | -------------- | --------- |
| 26 janv.  | Trofeo Palma Femina                       | Espagne     | 1.1       | Marlen Reusser |           |
| 14 mai    | Clasica Femenina Navarra                  | Espagne     | 1.Pro     | Cat Ferguson   |           |
| 24 mai    | 3e étape du Tour de Burgos                | Espagne     | 2.WWT     | Marlen Reusser |           |
| 25 mai    | 4e étape du Tour de Burgos                | Espagne     | 2.WWT     | Marlen Reusser |           |
| 25 mai    | Classement général, Tour de Burgos        | Espagne     | 2.WWT     | Marlen Reusser |           |
| 7 juin    | 3e étape du Tour de Grande-Bretagne       | Royaume-Uni | 2.WWT     | Cat Ferguson   |           |
| 12 juin   | 1re étape du Tour de Suisse               | Suisse      | 2.WWT     | Marlen Reusser |           |
| 15 juin   | 4e étape du Tour de Suisse                | Suisse      | 2.WWT     | Marlen Reusser |           |
| 15 juin   | Classement général, Tour de Suisse        | Suisse      | 2.WWT     | Marlen Reusser |           |
| 22 juin   | Championnat de Serbie sur route           | Serbie      | CN        | Jelena Erić    |           |
| 26 juin   | Championnat de Suisse du contre-la-montre | Suisse      | CN        | Marlen Reusser |           |
| 27 juin   | Championnat du Canada du contre-la-montre | Canada      | CN        | Olivia Baril   |           |
| 29 juin   | Championnat d'Espagne sur route           | Espagne     | CN        | Sara Martín    |           |

### Résultats sur les courses majeures

#### Grands tours
| Grand tour            | Tour d'Espagne      | Tour d'Italie       | Tour de France |
| --------------------- | ------------------- | ------------------- | -------------- |
| Coureuse (classement) | Marlen Reusser (2e) | Marlen Reusser (2e) |                |
| Accessits             |                     | 3 étapes            |                |

## Classement mondial
| Classement UCI | Classement UCI | Classement UCI | Classement UCI |
| Coureur        | Coureur        | Pays           | Points         |
| -------------- | -------------- | -------------- | -------------- |